# A Star Wars forgatási helyszínei
Habár a Csillagok háborúja (eredeti cím: Star Wars) univerzumának vizualizálásában a CGI megkérdőjelezhetetlenül nagy szerepet játszott, a Csillagok háborúja rajongóinak mégsem kell elutazniuk egy messzi, messzi galaxisba, hogy átélhessék a filmek hangulatát, ugyanis kedvenc planétáik helyszíneit valójában Földbolygónk különböző részein felfedezhetik. Néhány nem is fekszik olyan messze, mint ahogy azt gondolnánk. Luke Skywalker gyerekkori otthonától Padmé Amidala csodálatos kilátással bíró erkélyéig, ahol a románc bimbózni kezdett a tragikus sorsú szerelmes pár között, itt jön néhány helyszín, ahol a Csillagok háborúja életre kelt.

## Baljós árnyak

### Theed királyi palota

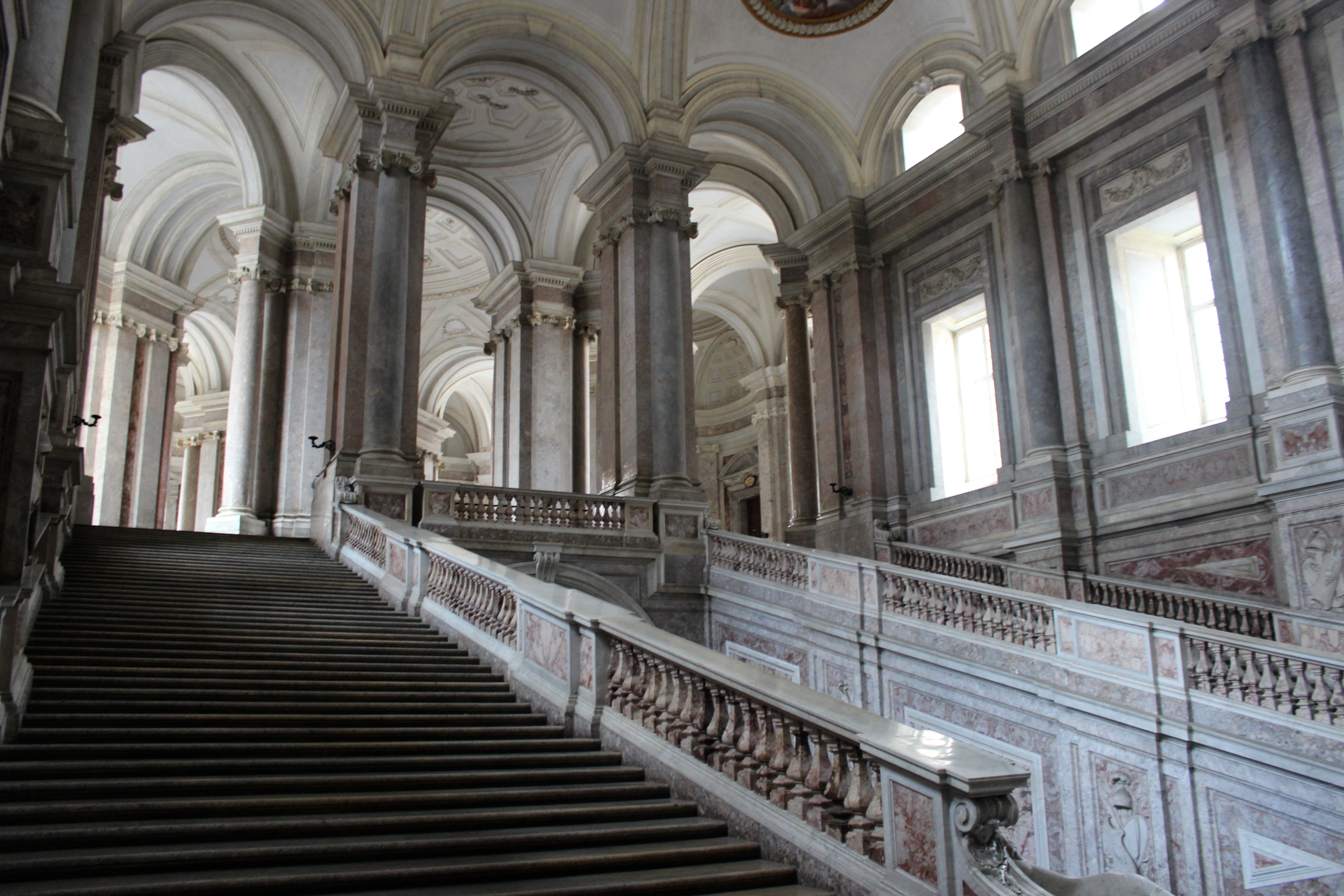
A Caserta-i Palota lépcsősora

Amidala királynő naboo-i meseszép palotájának, a Theed királyi palotának belsőterét az olaszországi Casertai királyi palota adta, mely 1996 óta az UNESCO Világörökség részét képzi. Először a Baljós árnyak című filmben tűnik fel, amikor a Kereskedelmi Szövetség lerohanja a bolygót, később pedig A klónok támadása című második epizódban egy rövid jelenet idejéig, Padmé Amidala hazaérkezésekor. E jelenethez a stábnak sikerült a helyszínt tökéletesen rekonstruálnia, mivel az eredeti jelenetben használt bútorokat megőrizték a rendező, George Lucas Skywalker Ranch birtokán.
Az 1752-ben épült kastély nem csak a történelemben, de a filmtörténelemben is fontos szerepet játszott, ugyanis számos neves alkotásban tette tiszteletét. Ewan McGregor például nem csak jedi lovagként, de papként is ellátogathatott a palotába az Angyalok és démonok forgatásán, de Tom Cruise is kémkedett itt a Mission: Impossible III-ban.
Theed egzotikus megjelenése részben az olaszországi Velence, részben a bizánci építészet hagyományainak köszönhető, de felismerhetők benne görög templomok, a mór művészet, Marokkó és Isztambul hatásai is.

### Mos Espa

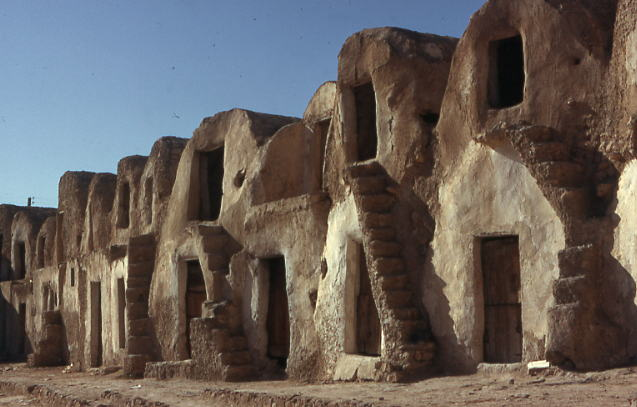
Ksar Medenine – Tunézia

Amikor a rabszolga kis Anakin Skywalkerre rátalálnak Mos Espa-ban a Baljós Árnyak-ban, egy a valóságban is létező tunéziai utcácskában sétálnak Medenine külvárosában. A különös épületek boltíves mennyezetű emelete gabonatárolásra szolgált az őslakos berberek számára.
A Baljós árnyak Mos Espája jóval nagyobb, mint az Egy új reményben szereplő Mos Eisley.

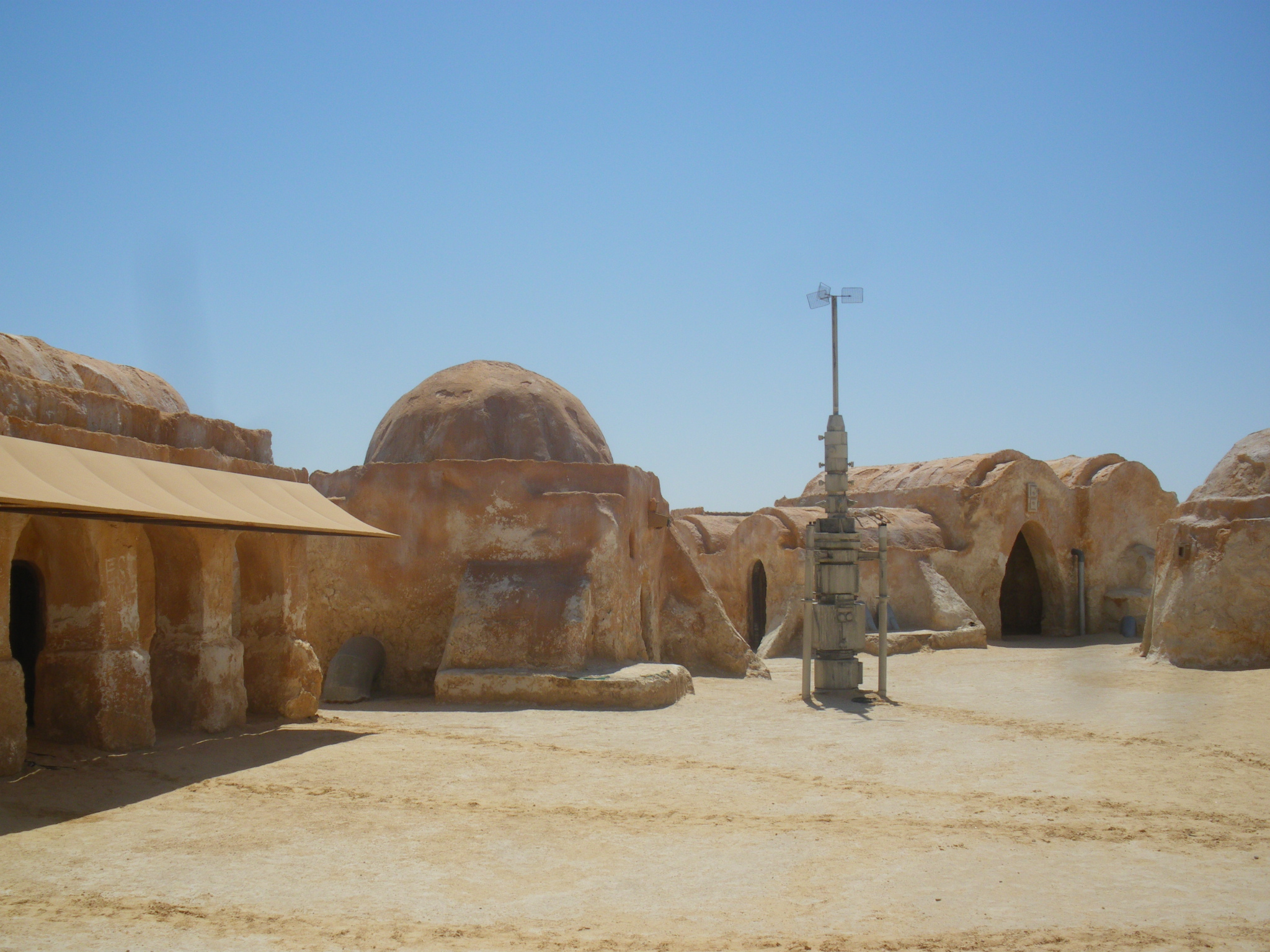
Mos Espához épített díszlet

A Délkelet-Tunéziában található Ksar Hadada (arabul: كصر حدادة) ókori maradványait, továbbá Onk Jemal, Ksar Medenine és Ksar Oueld Soltane helyszíneit használták fel a rabszolganegyed külső felvételeinél.
A város központi része egy hatalmas piac, amit közvetlenül Tozeur városa mellett, Tunéziában forgattak, itt felépítettek néhány kulcsfontosságú épületet építési habból és vakolatból, amit fém vázra hordtak fel.
1997. július 28-án egy felhőszakadás megrongálta a már felépített épületek nagy részét. Ezeket Rick McCallum producer vezetésével igyekeztek helyreállítani, hogy a felvételekhez megfelelőek legyenek, azonban az eső okozta rongálás nyomait meghagyták, mert ez hozzájárult a város hangulatához.
A munkálatok időben befejeződtek, így egyetlen napot sem veszítettek a forgatás tervezett ütemtervéhez képest.

### Otoh Gunga

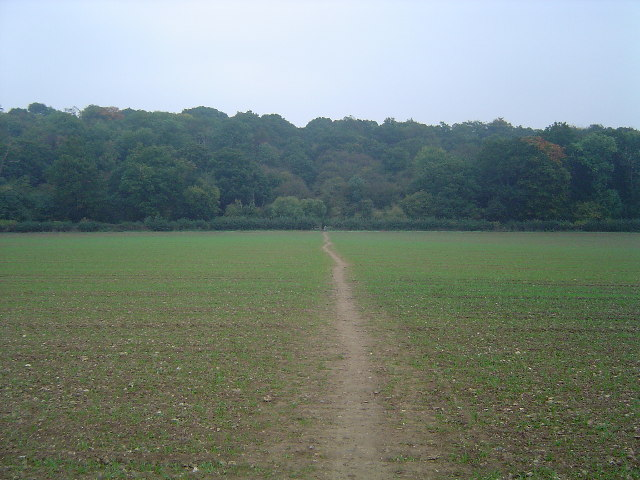
Whippendell Woods – Anglia

A Naboo erdeje, ahol Jar Jar Binks először botlik bele Qui-Gon Jinn jedi mesterbe és Obi-Wan Kenobiba a Baljós Árnyakban, valójában az angliai Leavesden Filmstúdió melletti Whippendell Woods erdő.
Noha a gunganek víz alatti városokban élnek, mint Otoh Gunga, az erdőben sehol nincs tó. Minden jelenet, ahol vizet látunk, digitális effektus eredménye.
A film végi jelenetet is ugyanebben az erdőben vették filmre, amikor Boss Nass, a gunganek főnöke elfogadja Amidala királynő segítségkérését, és szövetségre lép velük a droidhadsereg ellen.

## A klónok támadása

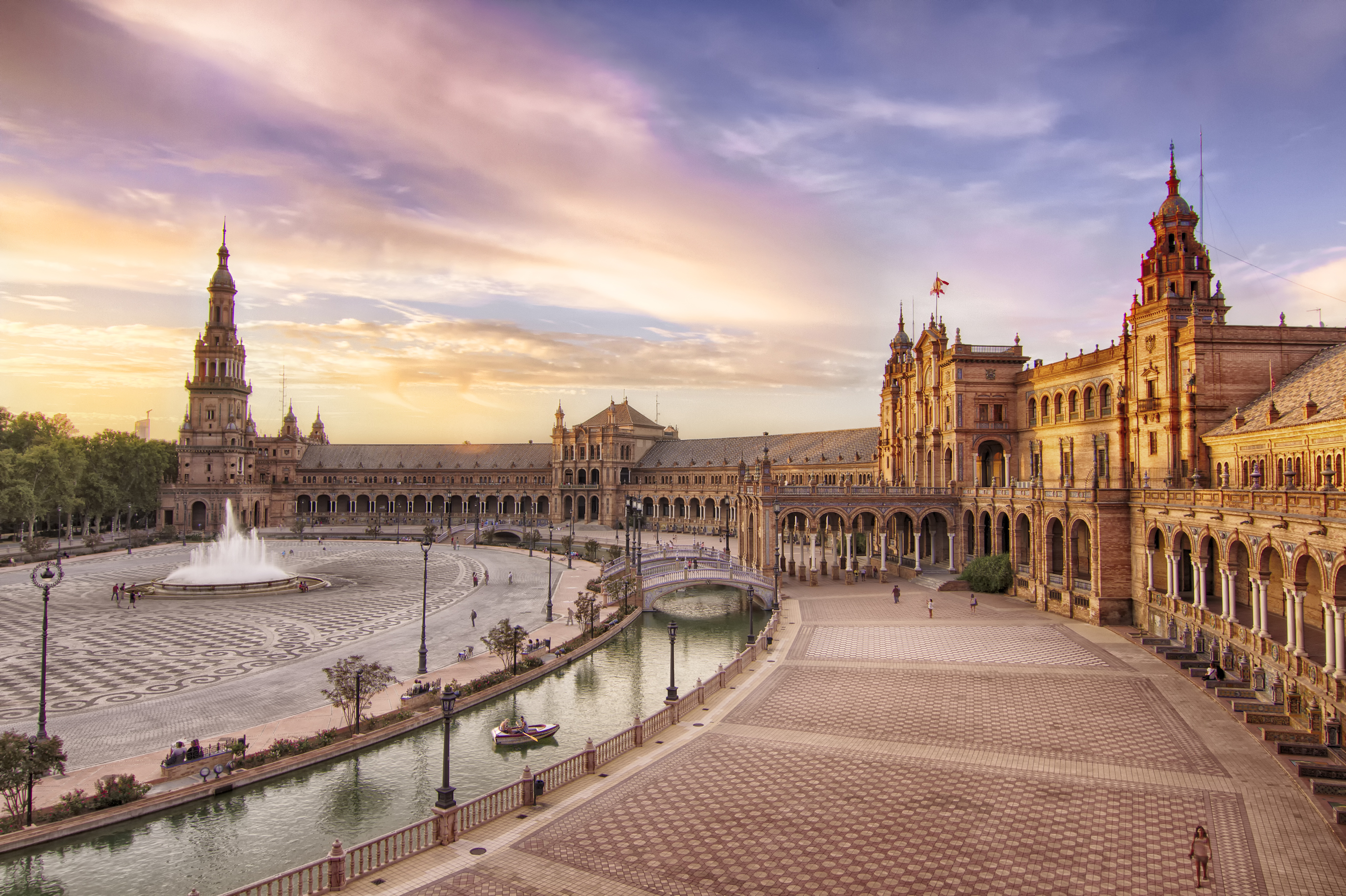
Plaza de Espana – Sevilla

### Theed királyi palota oszlopcsarnoka
Amikor Anakin és Padmé megérkezik a naboo-i palota előtti oszlopcsarnokba, a színészek a valóságban csupán a spanyolországi Sevilláig utaztak az 1929-ben épült Plaza de Espana-hoz. Az igazi épület valójában félkör alakú, sáncárokkal körülövezve, melyen négy híd ível át.
A Baljós Árnyak, valamint A klónok támadása jeleneteihez digitálisan kiterjesztették, és teljes kör alakúra animálták, illetve megkapta a naboo-i jellegzetes zöld kupolákat.

### Naboo – erkély

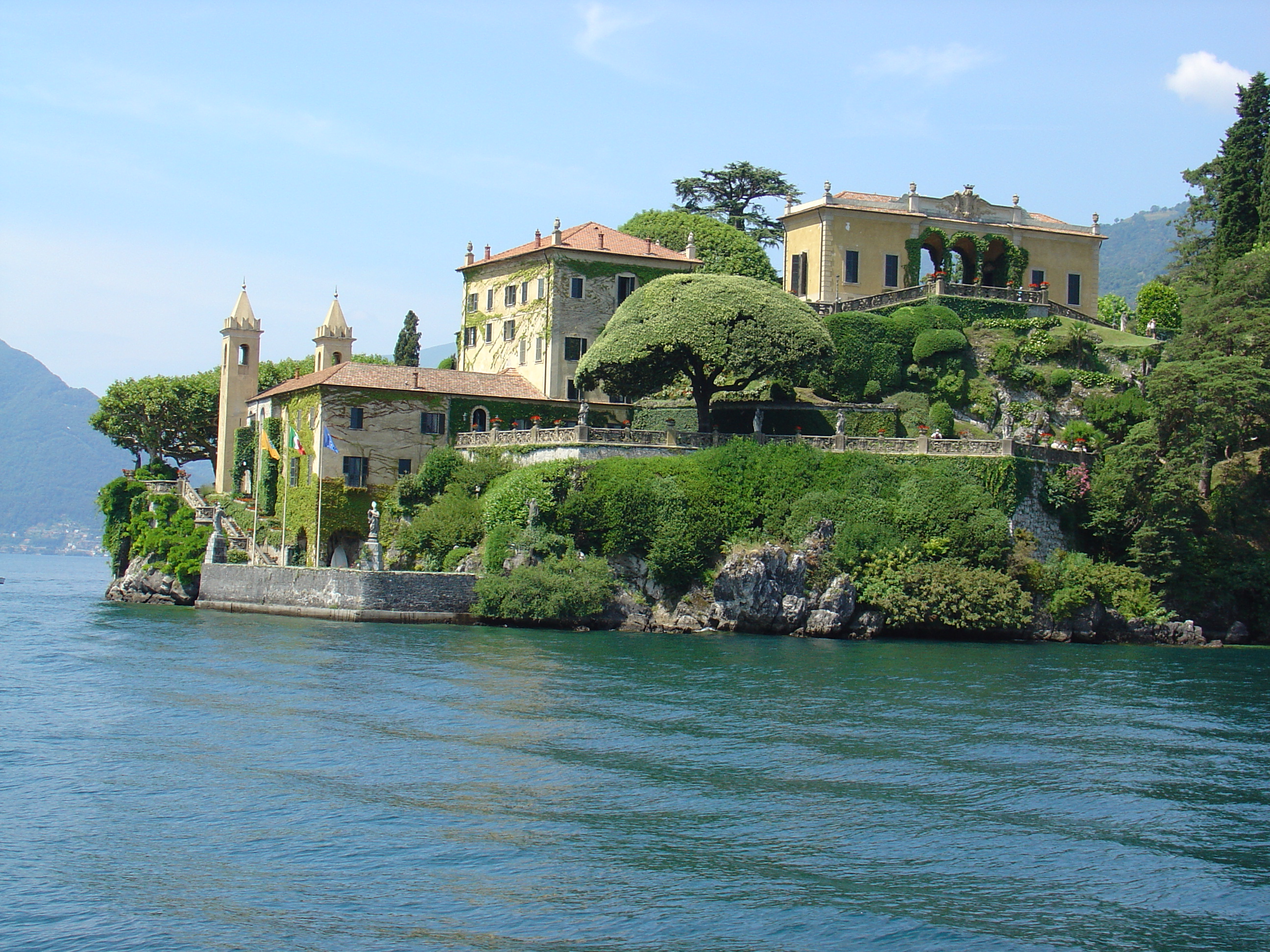
Villa de Balbianello – Como-tó

A klónok támadásában Anakin és Padmé visszavonulnak a Naboo bolygóra, ahol az ifjú jedi a szenátor testőreként szolgál. Az újabb naboo-i helyszínhez újabb olaszországi táj dukált, ugyanis a villa erkélye, ahol elcsattan első csókjuk, és ahol majdan a tiltott esküvőjükre is sor kerül, a valóságban is egy közkedvelt esküvői helyszín az olaszországi Como-tónál, a Villa del Balbianello. A félsziget csücskén elhelyezkedő villa 1787-ben épült Cardinal Angelo Maria Durini számára. 
2006-ban Daniel Craig James Bond szerepében utazhatott ide, hogy felvegyék a Casino Royale bizonyos jeleneteit. 
Az épület kinézetét digitálisan megváltoztatták, hogy illeszkedjen a Star Wars univerzumába – a Theed palotához hasonlóan a filmvásznon a villára is ráanimálták a naboo-i épületek védjegyét, a zöld kupolákat, de még így is könnyű megtalálni azt a bizonyos nevezetes teraszt, ahol a tragikus sorsú pár titokban egybekelt a gyönyörű naplementében.

## A sithek bosszúja

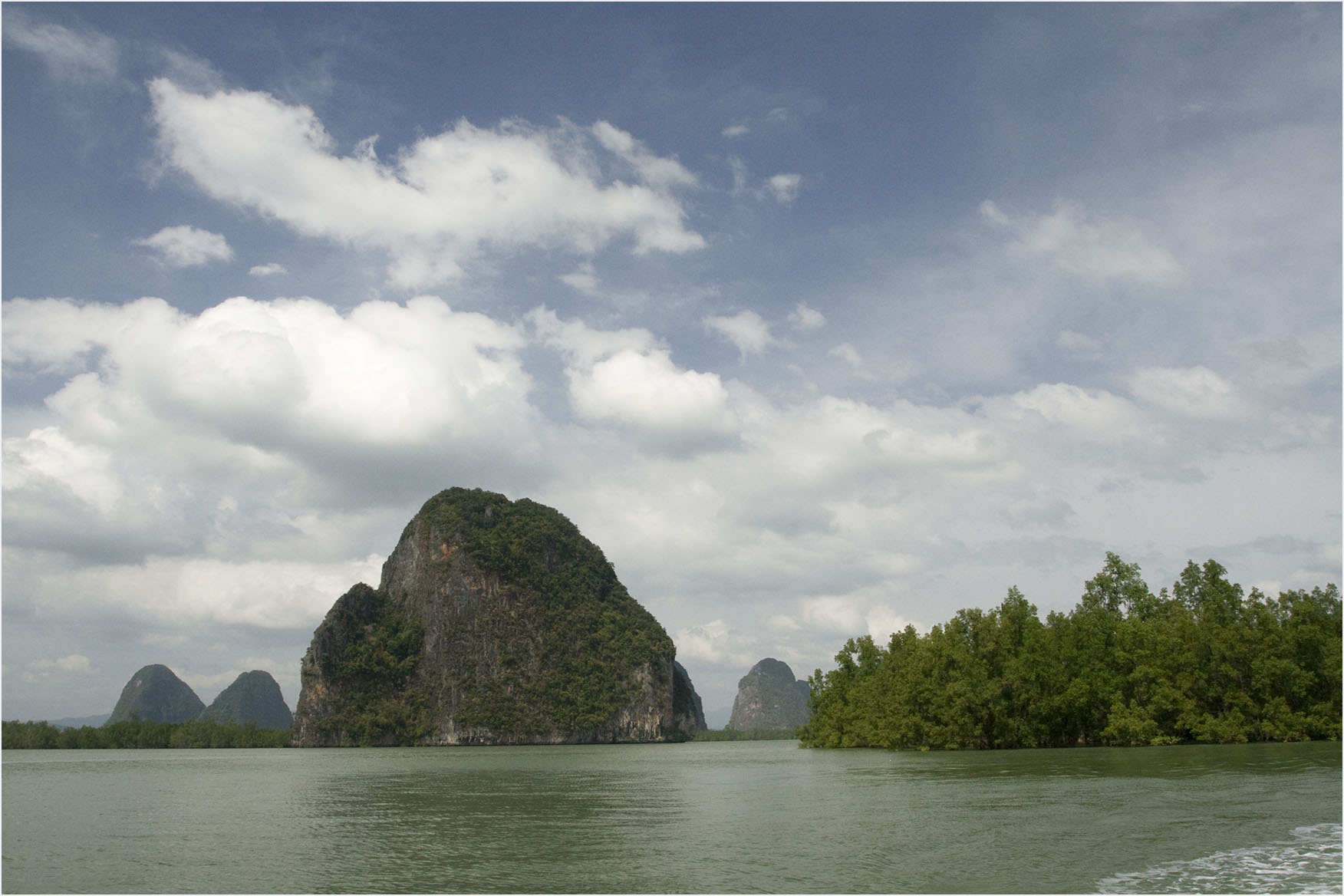
Phangnga-öböl – Thaiföld

### Kashyyyk
Csubakka a buja növényzetű Kashyyyk bolygón született és élt, ahogyan az a A Sith-ek bosszúja című filmben látható. A bolygó eredeti ötlete a Jedi visszatér című filmig nyúlik vissza, ám akkor annak helyét végül átvette az Endor hold és az evokok. A tervezés jórészt megmaradt, ugyanis a vukikhoz hasonlóan az evokok is magas fákra épített fakunyhókban élnek.
A film képsoraihoz szolgáló anyagot főként Thaiföldön, a Phangnga-öbölnél fényképezték, háttérként pedig a dél-kínai város, Kujlin tájvidéke szolgáltatott alapanyagot, mely hatalmas karsztformációiról és hegyeiről híres. A helyszínek képvilágát digitálisan összekombinálták, így nyerték a Kashyyyk bolygó sajátos tájait.

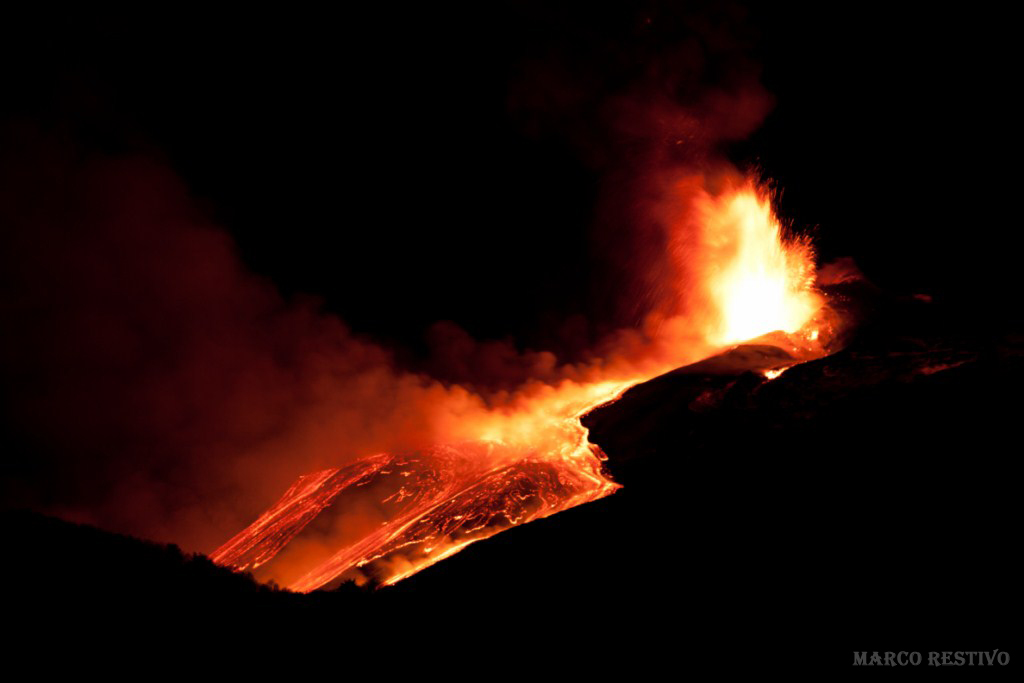
Az Etna 2011-es kitörésekor kifolyó láva

### Mustafar
A Sith-ek Bosszújában szereplő  Mustafar bolygó megalkotásához az olaszországi legaktívabb vulkán, az Etna sziklás tájait és vulkanikus tevékenységét használták fel. A forgatás alatt a vulkán épp kitört, így a rendező, George Lucas elküldte a stábját, hogy filmezzék le az Etnából kifolyó lávát.
Csupán az animációhoz fényképezték és filmezték le a vulkánt, a színészek maguk soha nem jártak ott. Az ő fénykardpárbaj jelenetüket ugyanis zöldháttér előtt vették fel, ám magát a helyszínt makettként megépítették a totál-felvételek filmezéséhez, metil-cellulózt használva lávaként, speciális megvilágításban.

## Egy új remény

### Tatuin
Hôtel Sidi Driss, Matmáta, Tunézia

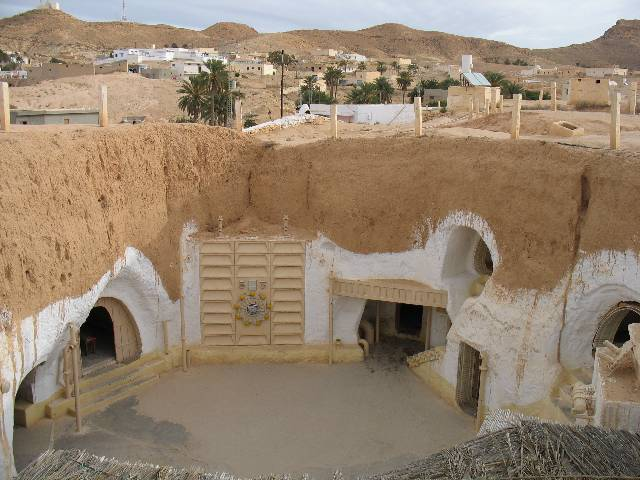
Hôtel Sidi Driss – Tunézia

Talán a leghíresebb Star Wars helyszín a világon, ahol a történet kezdődött, Hôtel Sidi Driss, a tunéziai Matmáta városánál – Luke Skywalker gyerekkori otthona a Tatuinon. Évszázadokkal ezelőtt Észak-Afrika őslakos berberei építettek föld alatti lakást igazi otthonnak. Végül szállodaként funkcionált, amikor George Lucas rátalált helyszín gyanánt. A dekorációk lepusztultak, miután a stáb elhagyta a helyet, ám 2000-ben  A klónok támadása című második epizódhoz, ahol Anakin Skywalker hazalátogat édesanyját keresve, újjáépítették.
Azóta is állnak a díszletek, így a turisták látogathatják, és ehetnek azon az asztalon, ahol az ifjú Luke Skywalker reggelizett.
La Grande dűne, Nefta, Tunézia

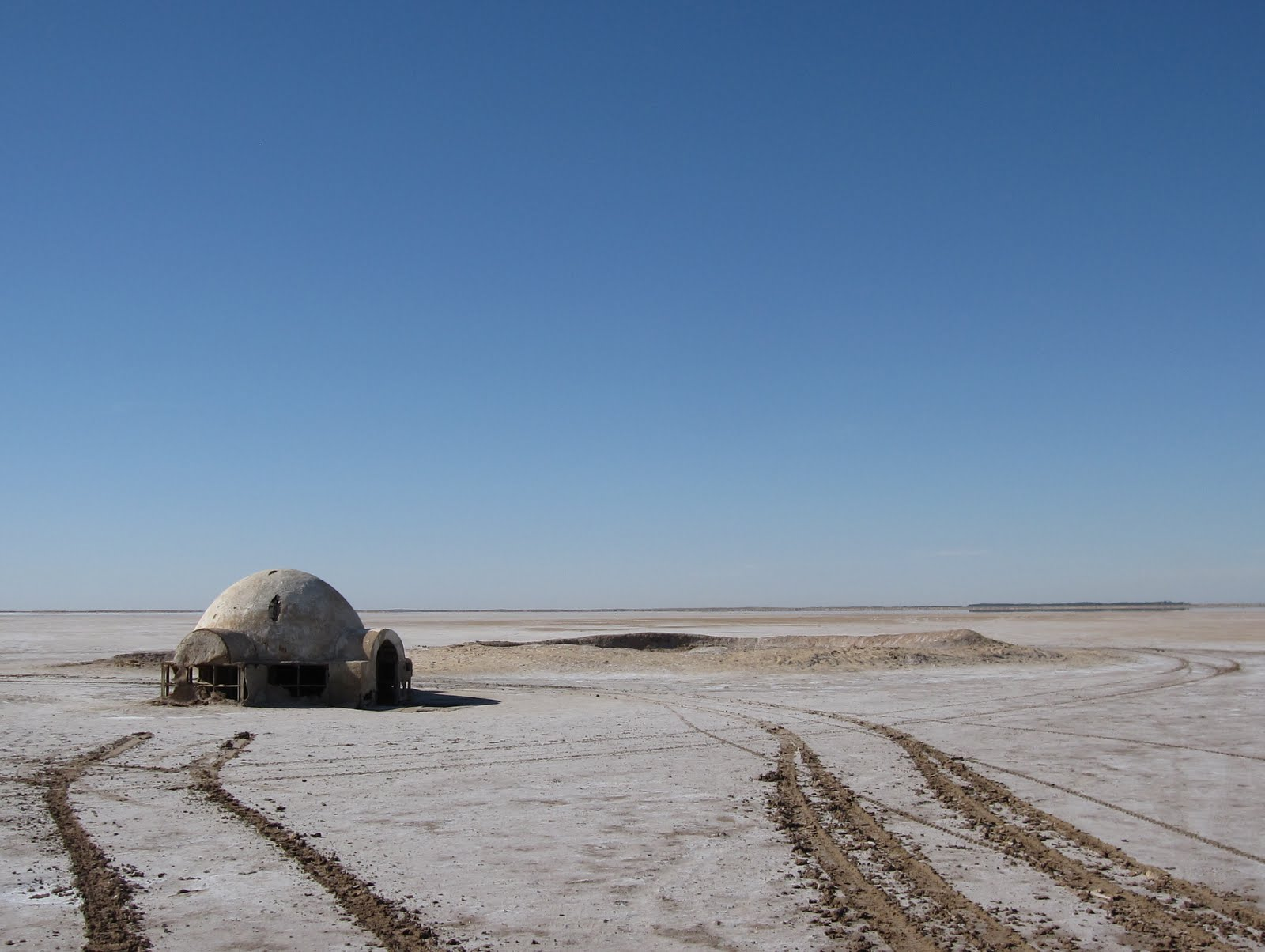
A Sott El Dzserid, a Lars-farm díszlete

Luke Skywalker homokkunyhója körülbelül 300 kilométerre fekszik a kiszáradt Sott El Dzserid sós tótól, a tunéziai Nefta város külterületénél, nevezetesen a La Grande dűnénél. A kunyhó mögött fekvő kráter mesterséges. A készítők azt az illúziót akarták vele kelteni, mintha a földbe vájt ház mellett feküdne a kunyhó.
Az eredeti kunyhót az 1977-es első film után szétszerelték, majd a II.-dik és III. epizód forgatásához újjáépítették, később pedig egy rajongó renováltatta. A kunyhó a mai napig ott áll, autóval megközelíthető. GPS koordinátái: 33° 50' 34″ N, 7° 46' 44″ E. Körülbelül 30 percnyire fekszik a Mos Espa űrkikötő helyszínéül szolgáló Onk Jemal városától.

### Mos Eisley

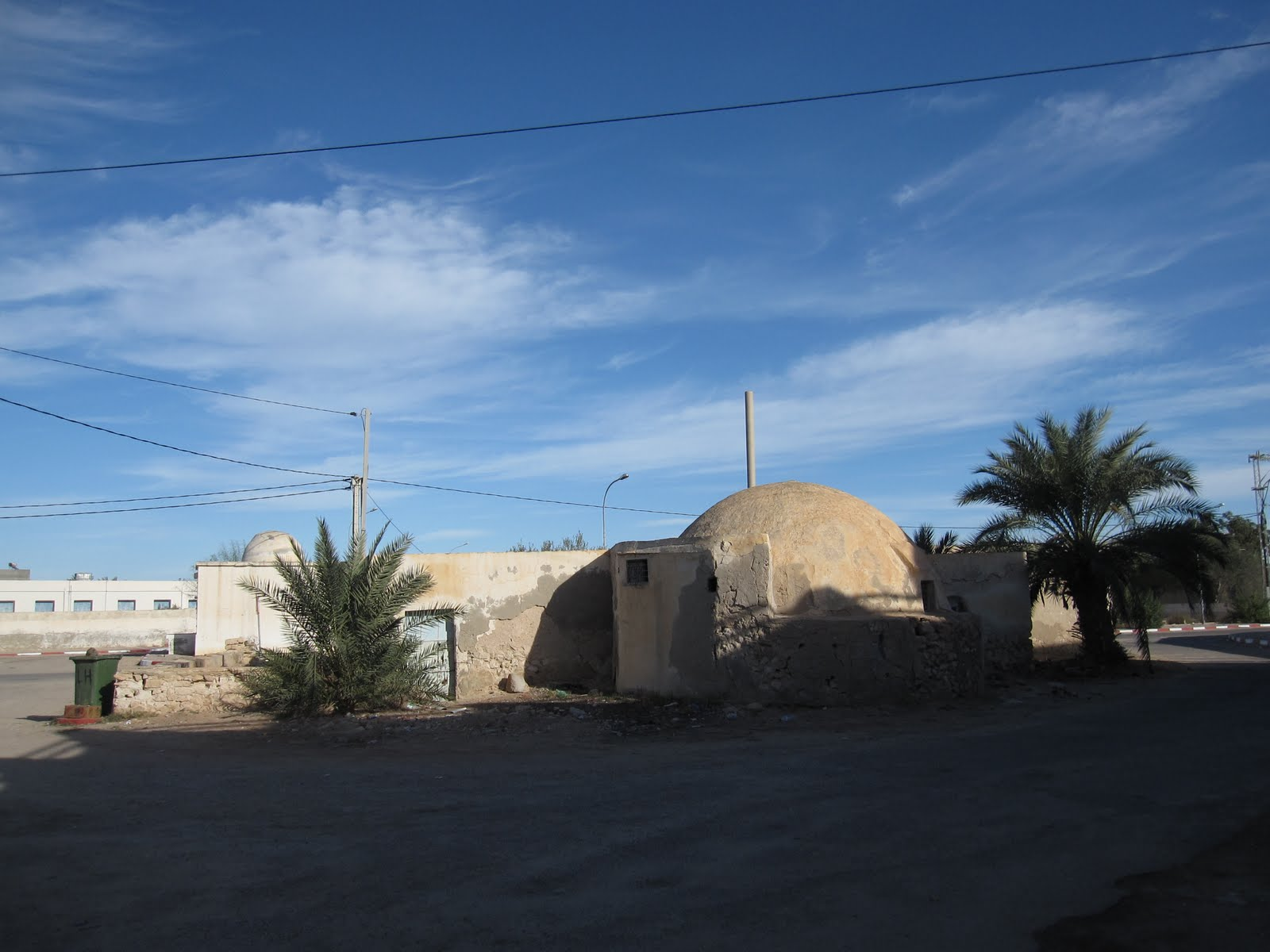
A Mos Eisley kantinként használt egykori pékség

A Mos Eisleyi kantin, ami előtt a rohamosztagosok megállítják Obi-Wan Kenobit és Luke Skywalkert, a tunéziai Dzserba sziget Adzsim városának közepén található. Az épület pékség volt, amit régen elhagytak. 

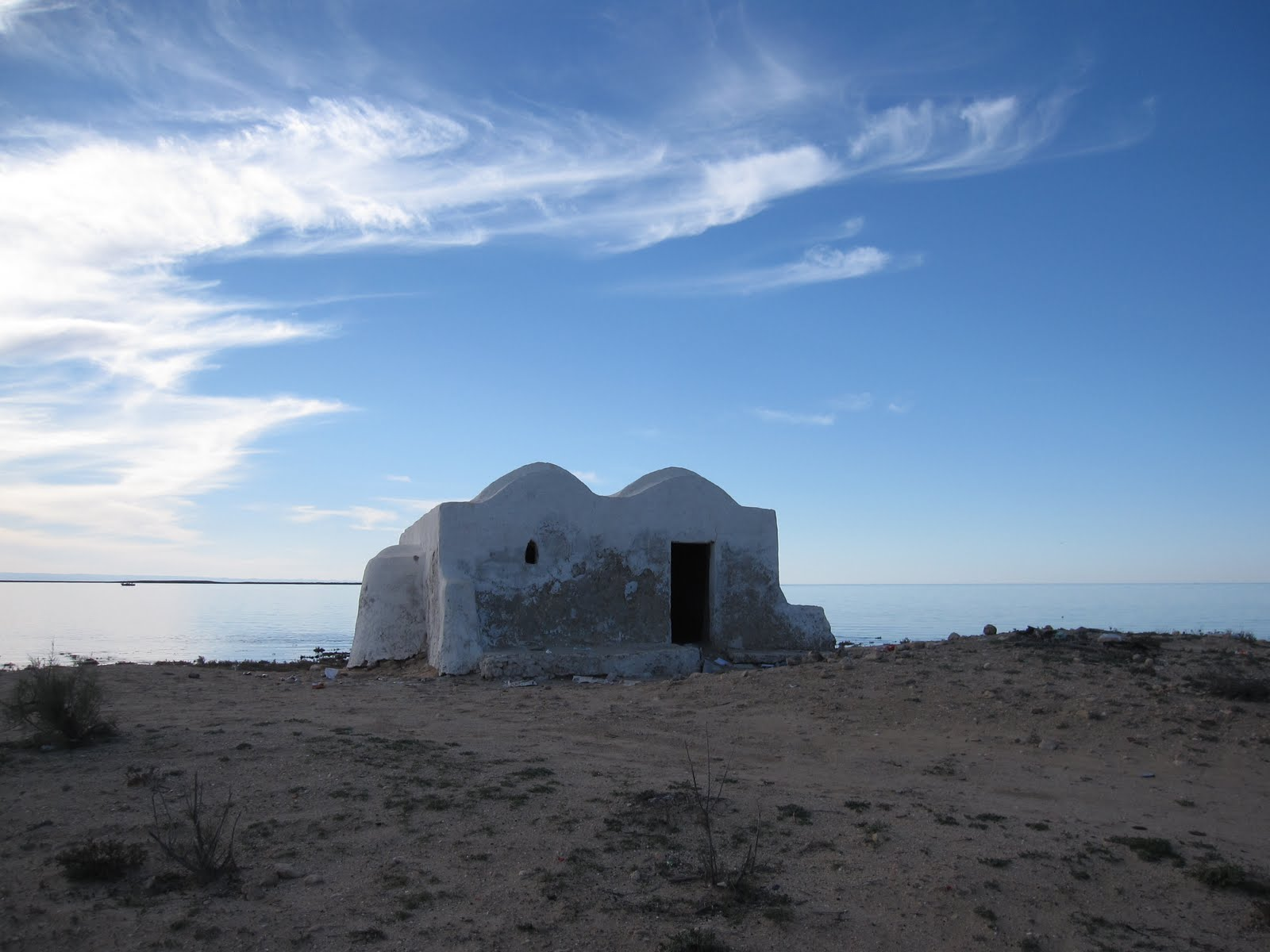
Obi-Wan Kenobi otthonaként használt kunyhó

Az Alec Guinness által alakított Obi-Wan Kenobi otthona szintén a szigeten helyezkedik el, közvetlenül a Földközi-tenger partján fekszik, a kis kunyhó halászok tároló helyiségéül szolgál.

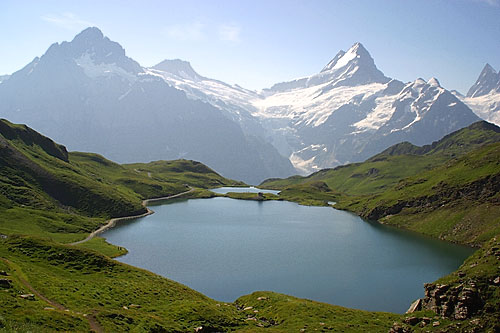
Grindelwald – Svájc

### Alderaan
Habár felrobbanni a közkedvelt Organa szenátor tragikus sorsú bolygóját az 1977-es első filmben láthattuk, tájait azonban csupán a 2005-ös A sithek bosszúja című film végén mutatták meg a készítők, amikor a szenátor hazaviszi magával az örökbefogadott csecsemő Leia hercegnőt. A jelenetben a háttérben látható havas csúcsokat a svájci Grindelwald hegység csúcsai ihlették. A stáb – ahogyan az Etna esetében – forgatni sohasem ment el Svájcba, csupán lefényképezni a tájat – a kilátás a színészek mögött digitális effektusok eredménye.

### Yavin holdja
Tikal Nemzeti Park, Guatemala

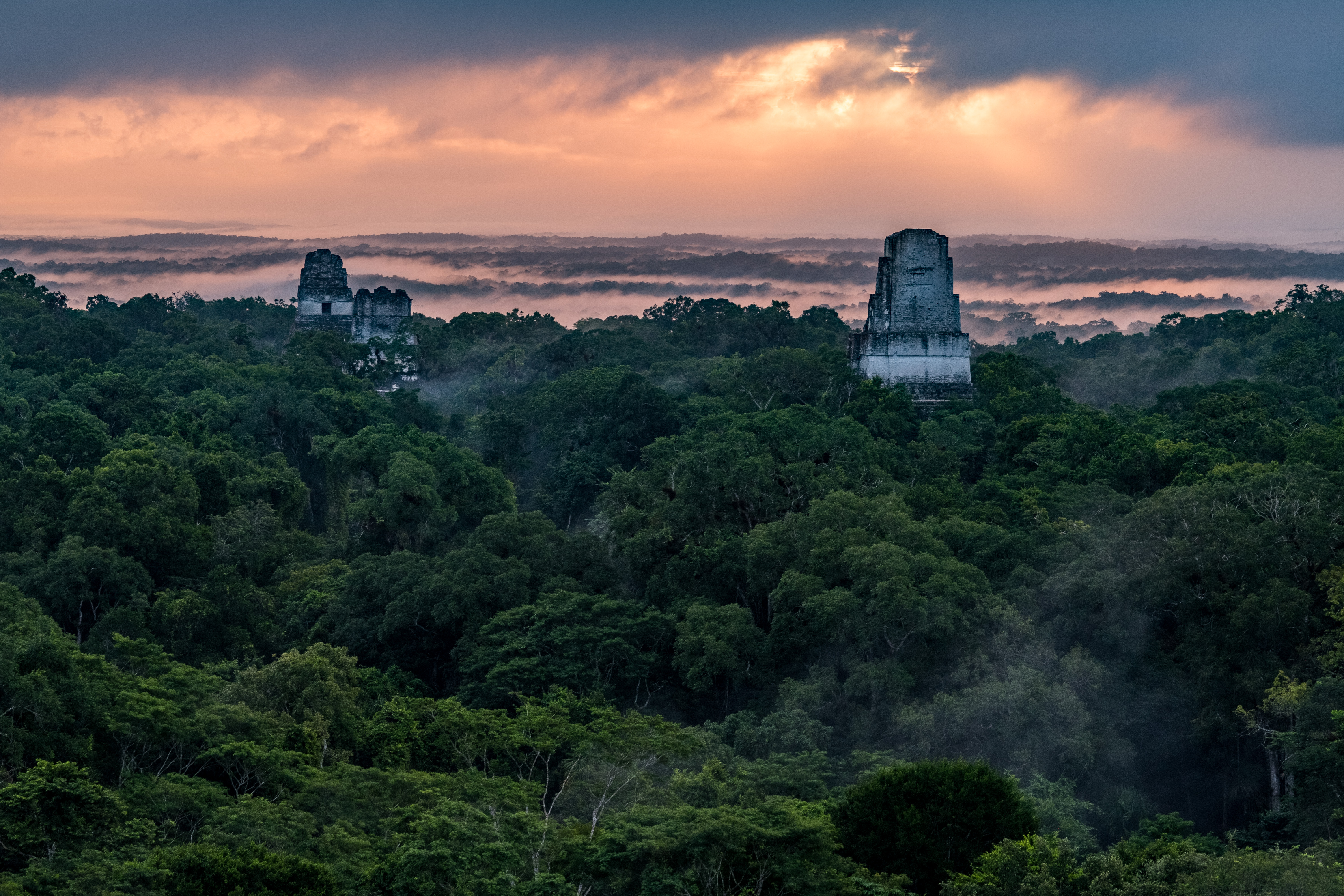
Tikal Nemzeti Park – Guatemala

Amikor a Millennium Falcon leszáll a Lázadók bázisára Yavin holdján, valójában ősrégi maja templomok mellett repül el a guatemalai Tikal Nemzeti Parkban. A két templom, melyek csúcsa kivehető a filmben, nevezetesen a Nagy Jaguár Temploma és az Elveszett Világ Piramis.
Az Egy új remény című epizódban az erdő fölé magasodó ezeréves maja templomok adtak otthont a Lázadók Szövetségének a Yavini csata idején, ahogyan tették ezt közel 40 évvel később a Zsivány Egyes című filmben is.

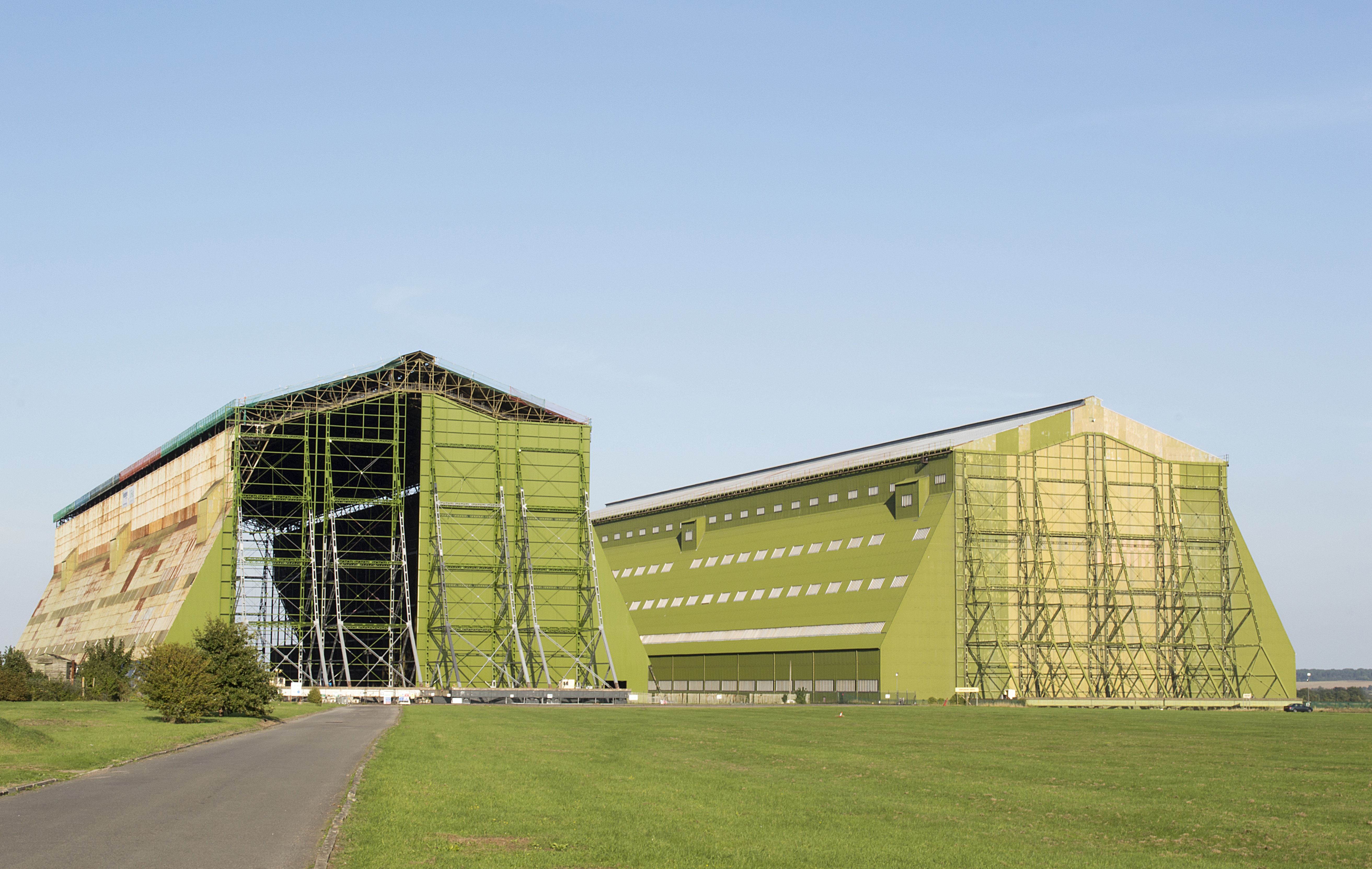
A Cardington légibázis – Anglia

RAF Cardington, Bedfordshire, Anglia
A Lázadók bázisának belső tere egy második világháborús királyi légierő bázisának belseje. Ez nyújt menedéket az X-szárnyúaknak, ezek az angliai RAF Cardington hangárjai, három mérföldre Bedfordshire déli részétől. Ez európa legnagyobb légi bázisa, így nem csupán a Star Wars filmek rendezői, de például Christopher Nolan is itt vette filmre a Batman trilógia, illetve az Eredet című filmjeinek bizonyos jeleneteit. 
Az egyes hangárt az 1977-es első filmhez használták, majd 2016-ban visszatértek ide, és a Zsivány Egyes jeleneteit a kettes hangárban vették fel.

## A Birodalom visszavág

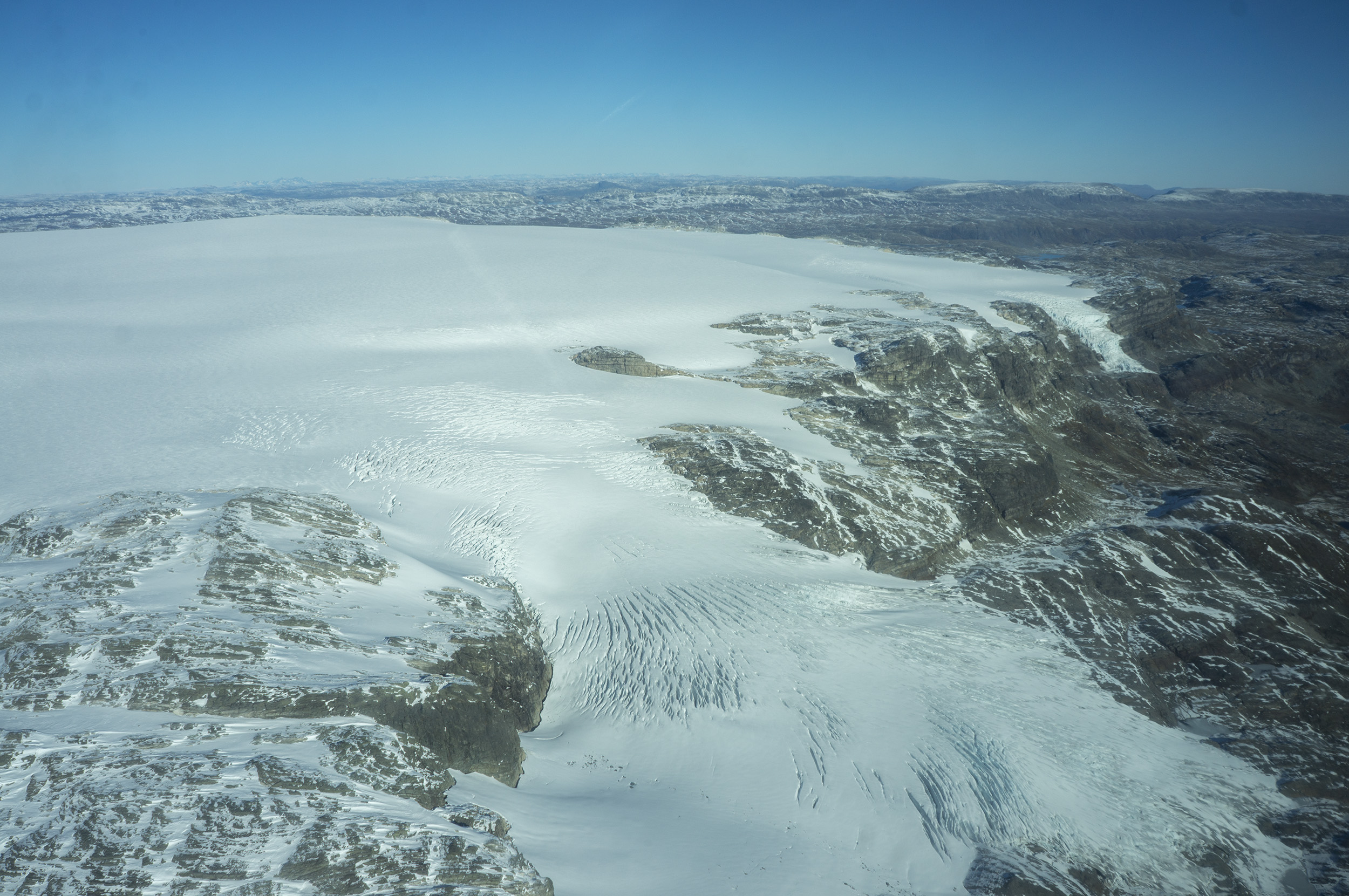
Hardangerjøkulen gleccser

### Hoth
A Birodalom visszavág Hoth bolygója jégvilágának helyszíneit Norvégia egy apró falujánál, Finse-nél vették fel. Az időjárás megnehezítette a készítők dolgát, ugyanis kemény skandináv telet fogtak ki. A stáb a falu hoteljében szállt meg, aminek a hátsó ajtajából vették filmre a hóviharokat a jelenetekhez. A fő csatajelenetet a közeli Hardangerjøkulen gleccserben forgatták le. A falu idegenvezetői el is kísérik az érdeklődőket a pontos helyszínekre.

## A jedi visszatér

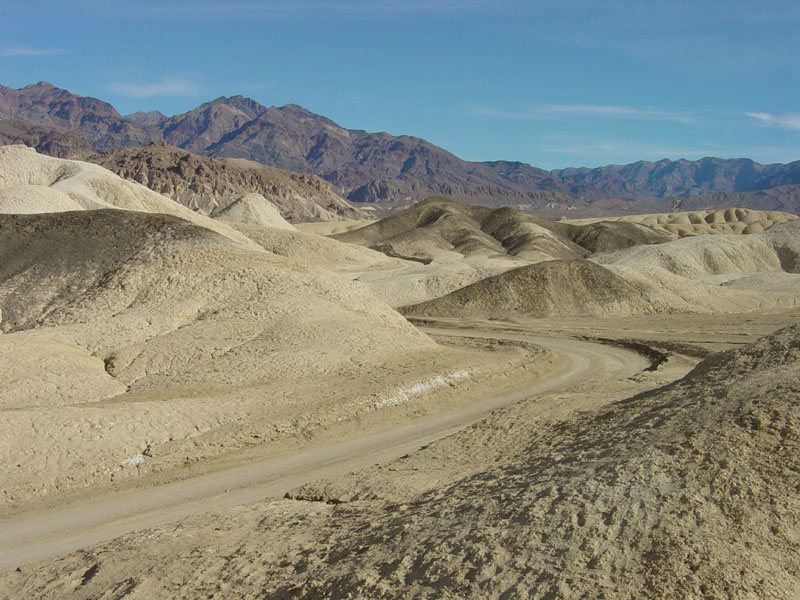
Twenty Mule Team kanyon

### Jabba palotája
Noha a dzsaváknak és buckalakóknak nagyrészt Tunézia adott otthont, az Egy új remény bizonyos jeleneteit a Sierra Nevada hegyei és a Mojave sivatag között elterülő Death Valley Nemzeti Parkban vették fel.
1983-ban visszatértek ide A Jedi visszatér egyik jelenetéhez, amelynek a Twenty Mule Team kanyon szolgáltatott helyszínt, amikor is a két robot, R2-D2 és C-3PO Jabba, a hutt palotájához igyekszik.

### Tatuin – sarlacc
Jabba hatalmas sarlaccja, melyet a hutt a foglyaival etetett, rendhagyó módon nem Tunéziában „lakott”, hanem az arizonai Yuma sivatagban, Buttercup Valley-nél. A repülő „bárkát”, amin Luke Skywalkert és barátait a vesztőhelyre viszik, szintén itt építették fel.  A hajó olyan hatalmas volt, hogy 150 férőhelyes termet rendeztek be alatta, ahol megbeszéléseket tarthattak, irodáknak és trailereknek alakítottak ki helyet.
Noha a valóságban soha nem robbantották fel a hajót, a rajongók a mai napig szeretnek oda kijárni, és maradványok után kutatni a homokban.

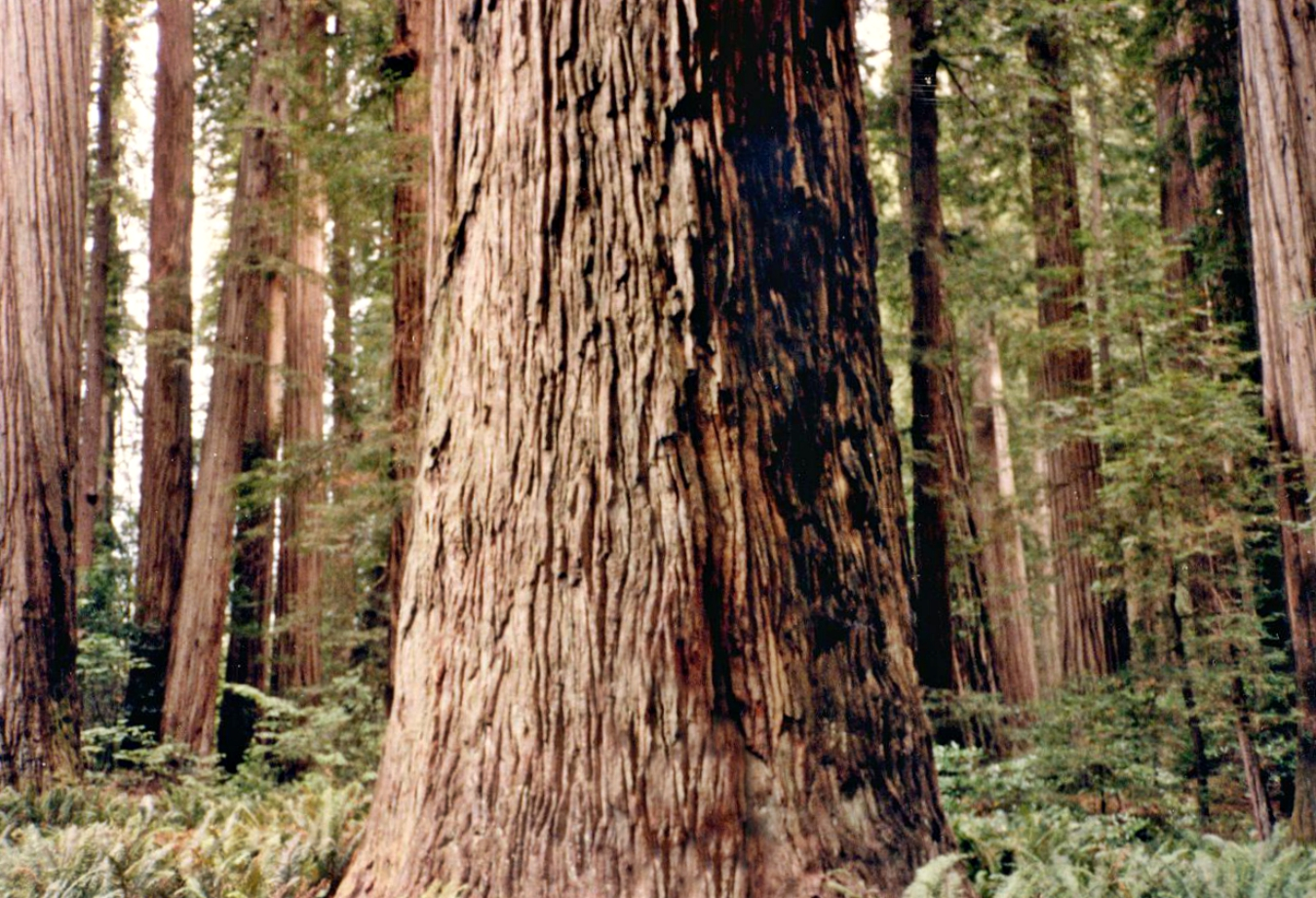
Korabeli fénykép a Redwoods park fáiról (1985)

### Endor hold
Az Endor holdi evokoknak a kaliforniai Redwood Nemzeti Park gigantikus vörösfenyői adtak otthont.
A jelenetek legnagyobb részét egy fakitermelő üzem magánterületén vették fel. Mivel mindez 1982-ben történt, a fakitermelés miatt a hely nagy része mára felismerhetetlen, de átautózva a parkon néhol azért vissza-visszaköszön még a film hangulata.

## Zsivány Egyes – Egy Star Wars történet

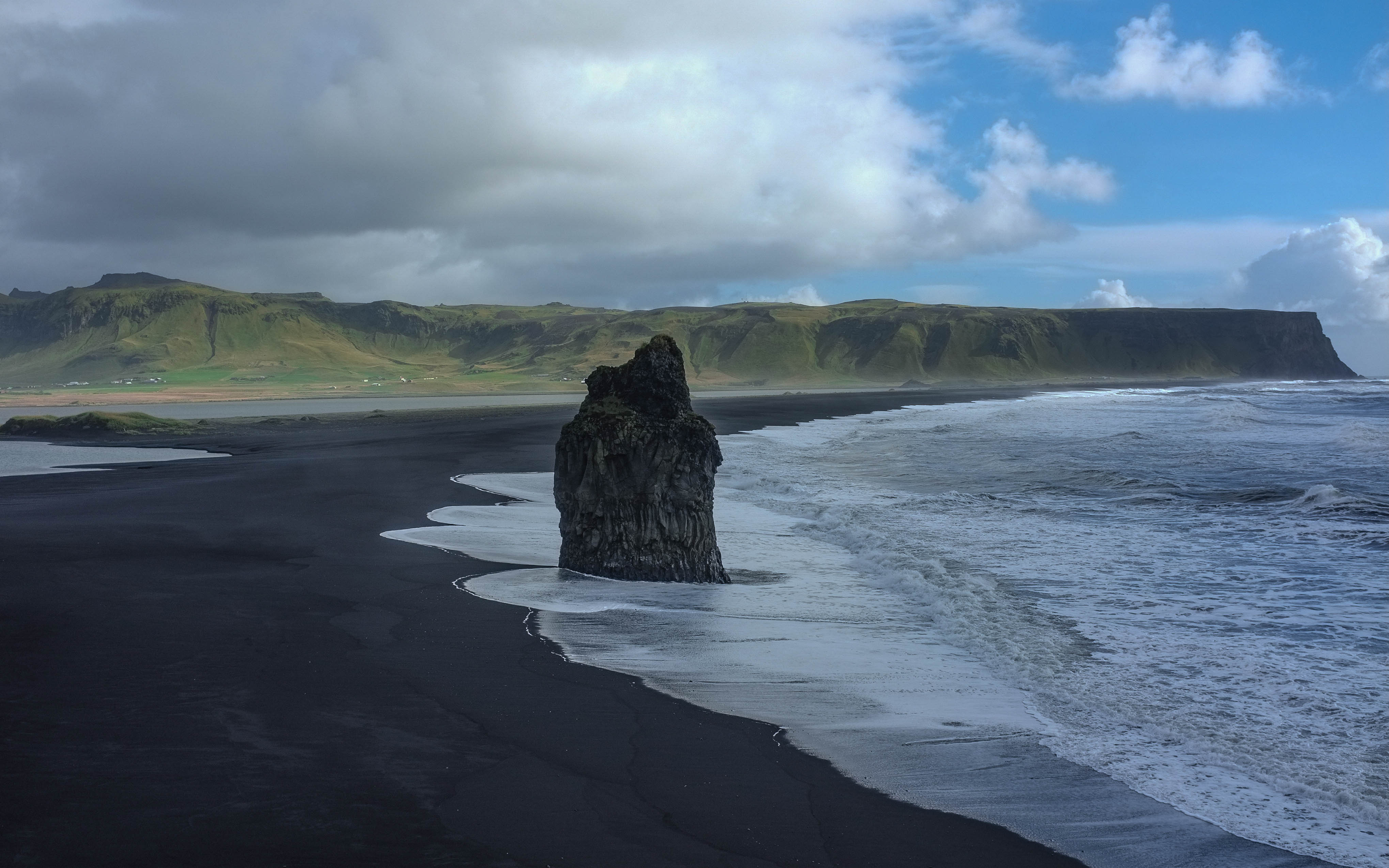
Izland tengerpartja

### Lah'mu / Eadu
Izland legdélebbi pontja, Reynisfjara hosszú, fekete homokos tengerpartja adott otthont a film főszereplője, Jyn Erso gyerekkori otthonának a Lah'mu bolygón. A sziget sziklás hegycsúcsai – és némi speciális effekt – segítségével keltették életre az alkotók az esős és viharos Eadu bolygó világát, melynek birodalmi kutatóbázisán Jyn Erso később sikertelenül próbálja megmenteni a birodalmi túszként fogva tartott édesapját. A film kezdő képsorait a Myrdalssandur nevű tengerparton vették fel.
Izland távoli északkeleti részén működő Krafla vulkán is tiszteletét teszi a filmben néhány beállítás erejéig.

### Jedha

Wadi Rum – Jordánia

Egy újabb sivatag Lucas univerzumának szolgálatában, ezúttal a Közel-Keleten. A jedik spirituális otthonának helyszíne a jordániai Wadi Rum homokdűnéin kapott helyet. Ez az egzotikus sivatag egyébként igen közkedvelt a hollywoodi rendezők köreiben: többek között itt vette fel Ridley Scott rendező a Mentőexpedíció című filmjéhez a Mars bolygóként használt jeleneteket, Michael Bay a Transformers franchise második filmjének, A bukottak bosszújának zárójeleneteit, valamint David Lean 1962-ben az Arábiai Lawrence több részletét is.

### Scarif
Laamu atoll, Maldív-szigetek

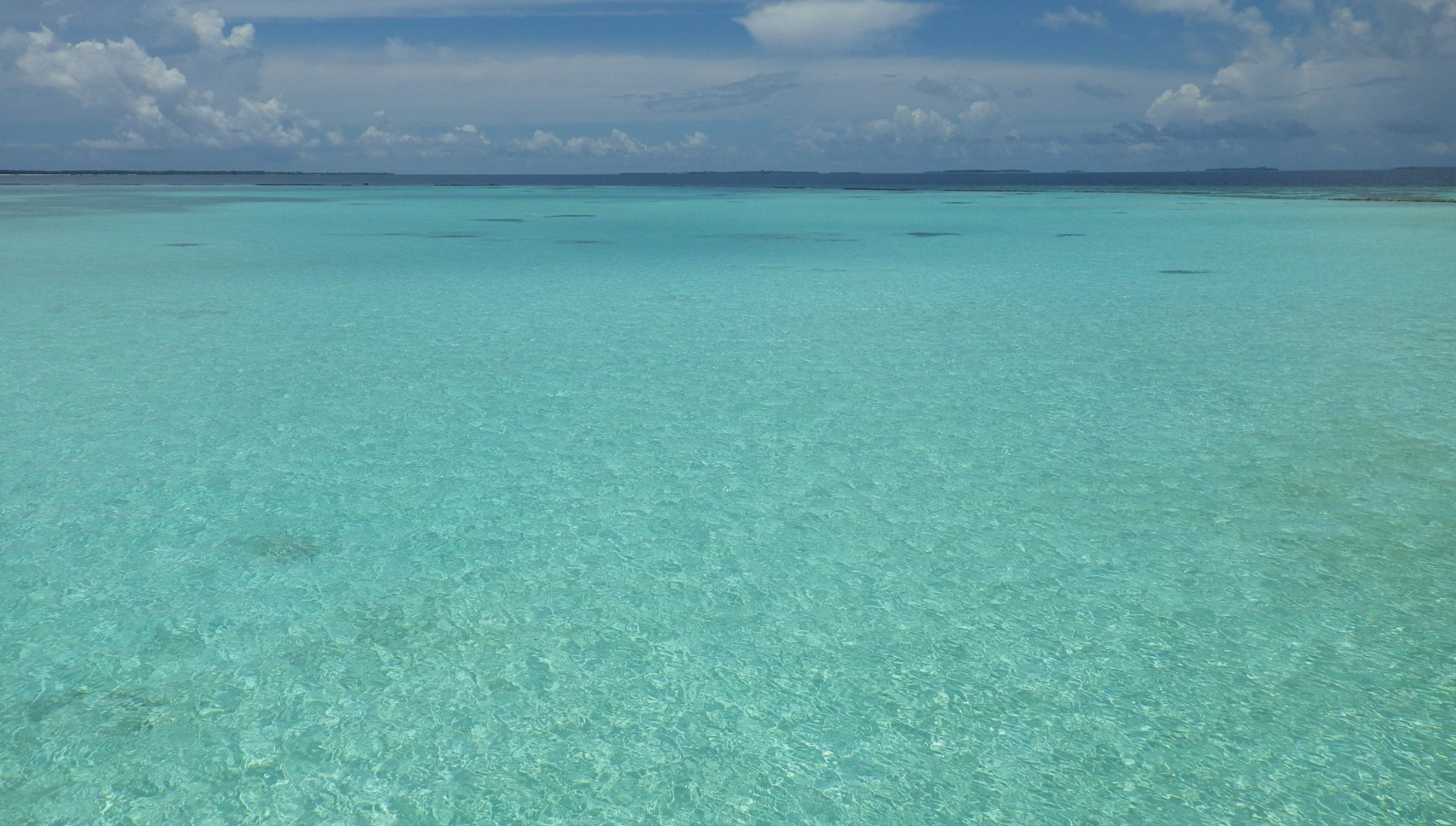
Maldív-szigetek a Scarif bolygóként

A filmvégi nagy összecsapás helyszínéül a rendező, Gareth Edwards a Maldív-szigeteki Laamu Atoll szigetcsoportot választotta. A legtöbb jelenetet Gan szigetén, az Maldívok egyik legnagyobb kiterjedésű szigetén, valamint Berasdhoo trópusi tengerpartjain vették filmre.

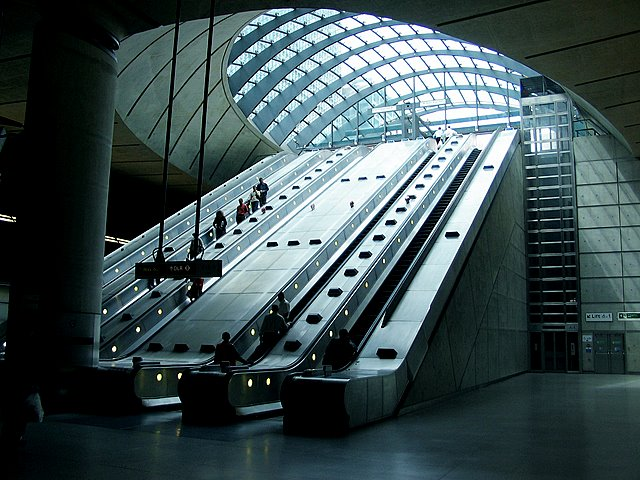
Canary Wharf metróállomás

Canary Wharf Station, London, Anglia
Ugyan nem minden jelenet került be a filmbe, ahol rohamosztagosok lepték el London egyik metróállomását, mely egy birodalmi bázist "alakított". A mozgólépcsőket CGI segítségével alakították át, és így már a futurisztikus acél, üveg és beton állomás tökéletes választásnak bizonyult egy katonai bázis életre keltéséhez, ahol a Halálcsillag nevű űrállomás tervrajzait őrizték. A stábnak éjfél és hajnali 4 óra között kellett felvennie a jeleneteiket, amíg az állomás zárva tartott.